# У ліжку
«У ліжку» (ісп. En la Cama, англ. In Bed) — чилійська еротична драма 2005 року режисера Матіаса Бізе із Бланкою Левін та Гонсало Валенсуела у головних ролях.
Фільм отримав десять нагород на кінофестивалях. Подану заявку на участь у 79-й церемонії вручення премії «Оскар» у номінації за найкращий фільм іноземною мовою було відхилено.

## Сюжет
У номері мотелю в Сантьяго двоє молодих представників середнього класу займаються коханням. Вони познайомилися на вечірці, не знають імен один одного. В перервах від любощів – спілкуються. Відкривають імена один одного – він Бруно, вона Даніела. Деталей один про одного стає все більше, розповіді стають все персональнішими. Бруно вдає, що жінка, яка дзвонить йому на мобільний, – його колишня, та зізнається, що він переїжджає до Бельгії для навчання в аспірантурі. Даніела визнає, що її наречений буває агресивним, але вона все одно планує вийти за нього заміж. Їхня початкова пристрасть переросла у впевненість та навіть ніжність, але вона наполягає на тому, що це буде її останній роман перед одруженням.

## У ролях
- Бланка Левін — Даніела
- Гонсало Валенсуела — Бруно

## Ремейк
Фільм 2010 року «Кімната в Римі» заснований на фільмі «У ліжку».